# Hilara amaranta
Hilara amaranta är en tvåvingeart som beskrevs av Becker 1907. Hilara amaranta ingår i släktet Hilara och familjen dansflugor. Inga underarter finns listade i Catalogue of Life.